# Gabriel Vaccari
Gabriel Vaccari Kavalkievicz (Curitiba, 25 de dezembro de 1996) é um jogador de voleibol brasileiro que já atuou na posição de ponta. Serviu a seleção brasileira na conquista da medalha de ouro na edição do Campeonato Sul-Americano Juvenil de 2014 no Brasil, também os títulos da Copa Pan-Americana Juvenil de 2015 no Canadá, do Sul-Americano Sub-23 de 2016 na Colômbia. Pela seleção principal, disputou e conquistou a Liga das Nações de 2021 na Itália e conquistou o título do Campeonato Sul-Americano de 2021 no Brasil, possui ascendência italiana e polaca.

## Carreira
Nascido na capital paranaense, mas criado em Goiânia, teve seu primeiro contato com o voleibol por volta dos 11 anos de idade, inspirado pelo Giba. Jogava com os amigos na escola e no Sesi Clube Antônio Ferreira Pacheco. Tempos depois ingressa nas categorias de base do SESI-SP e foi promovido para a categoria adulto, porém sem oportunidades de atuar, na sequência foi ser titular no Vôlei Renata.
Em 2014 foi convocado para integrar a seleção brasileira e vestindo a camisa#16 disputou a edição do Campeonato Sul-Americano Juvenil na cidade de Saquarema, Brasil, ocasião da conquista da medalha de ouro. Na temporada de 2015 recebeu convocação para seleção brasileira em preparação para o Campeonato Mundial Juvenil no México no mesmo ano e disputou a edição da Copa Pan-Americana Sub-21 em Gatineau, no Canadá, vestindo a camisa#16 conquistou a medalha de ouro.
Ainda no ano de 2015 também serviu a seleção brasileira no referido Campeonato Mundial Juvenil em Tijuana e Mexicali, cidades mexicanas, também vestindo a camisa#16 e alcançou a quarta posição final.
No ano de 2016 disputou pelo SESI-SP a Superliga Brasileira B e foi vice-campeão, e na temporada 2016-17 foi vice-campeão do Campeonato Paulista  de 2016, terceiro lugar na Superliga Brasileira A 2016-17 e vice-campeão na Copa Brasil de 2017.
Foi convocado para a seleção brasileira para disputar o Campeonato Sul-Americano Sub-23 de 2016 na cidade colombiana de Cartagena das Índias conquistando a medalha de ouro de forma invicta.
Em 2017 o então técnico Giovane Gávio convocou o Vaccari em preparação para o Campeonato Mundial Sub-23 em Cairo, no Egito, integrando o elenco que se preparava para o Desafio Internacional Brasil-Argentina, na cidade de Videira. Na temporada 2017-18 pelo SESI-SP foi terceiro lugar no Campeonato Paulista de 2017, obtendo os vice-campeonatos da Superliga Brasileira A 2017-18 e da Copa Brasil de 2018.
Na temporada 2018-19 é anunciado como reforço do Vôlei Renata obtendo o terceiro lugar no Campeonato Paulista de 2018, o sexto lugar na Superliga Brasileira A e o quinto posto na Copa Brasil de 2019. Renovou com o mesmo clube para a jornada 2019-20, obtendo vice-campeonato estadual de 2019 e o quinto lugar na Copa Brasil de 2020, sendo a Superliga Brasileira A cancelada devido a pandemia da COVID-19.
Em 2019 foi convocado para disputar os Jogos Pan-Americanos de 2019.
No período de 2020-21 jogou sua última temporada pelo Vôlei Renata, sendo quinto colocado no Troféu Super Vôlei, campeão do Campeonato Paulista de 2020, terceira posição na Superliga Brasileira A e na Copa Brasil de 2021.
Em 2021 disputou a Liga das Nações em Rimini e conquistou o seu primeiro título com a seleção adulta. Foi anunciado como jogador do time francês Tourcoing LM para temporada 2021-22, e ainda voltou a integrar a seleção brasileira na edição do Campeonato Sul-Americano de 2021, realizado em Brasília, conquistando seu primeiro título e o 33º da seleção brasileira.

## Títulos e resultados
- Campeonato Mundial Juvenil: 2015[7]
- Superliga Brasileira-Série A: 2017-18
- Superliga Brasileira-Série A: 2016-17, 2020-21
- Copa Brasil: 2017 e 2018
- Copa Brasil: 2016 e 2021
- Superliga Brasileira-Série B: 2016[9]
- Campeonato Paulista: 2020
- Campeonato Paulista: 2016, 2019
- Campeonato Paulista: 2017, 2018,
- Superliga Brasileira - Série A: 2022–23
- Campeonato Mineiro: 2022, 2023

## Premiações individuais
- Melhor Ponteiro do Campeonato Paulista de 2020